# 蓮鄉
蓮鄉，是台灣東部自清治時期至日治初期的一個行政區劃，清朝時下轄花蓮港堡，僅一堡，日治時期花蓮港堡廢除，蓮鄉直接下轄庄、村、社。其日治時期範圍包括今花蓮縣的新城鄉、花蓮市、吉安鄉之全部及壽豐鄉之中北部。
蓮鄉東邊瀕臨太平洋，南邊為奉鄉，西邊及北邊為蕃地。

## 管轄街庄

### 清治時期
蓮鄉共轄1堡，堡下轄33庄：
- 里溜內庄、里溜外庄、里溜東畔庄、農兵新庄、農兵內庄、農兵外庄、復興內庄、復興北畔庄、復興東畔庄、復興南畔庄、復興西畔庄、軍威西畔庄、軍威北畔庄、薄薄上庄、薄薄下庄、薄薄內庄、薄薄北畔庄、薄薄西畔庄、薄薄南畔庄、薄薄東畔庄、薄薄新港庄、大佳樂庄、佳樂南畔庄、佳樂西畔庄、佳樂東畔庄、中社庄、洞角庄、新港街內庄、三仙河外庄、保和內庄、保和外庄、碉堡庄

### 日治時期
蓮鄉共轄14個庄村社：
- 今新城鄉境內：平野村、加禮宛庄
- 今花蓮市境內：軍威庄、米崙庄、十六股庄、歸化社
- 今吉安鄉境內：吉野村、薄薄社、里漏社、荳蘭社
- 今壽豐鄉境內：賀田村、壽村、月眉庄、豐田村